# WISE J224607.57-052635.0
WISE J224607.57-052635.0은 2015년 기준 우주에서 가장 밝은 은하로 발표된 극초발광 적외선 은하(ELIRG)이다. 은하의 밝기는 태양 300조 개 (349×1012 L☉)정도와 맞먹는다. 은하의 빛은 태양의 100억 배에 해당하는 질량을 가진 퀘이사로부터 발생하였다. 퀘이사의 초대질량 블랙홀에서 방출된 빛은 은하의 티끌로 인해 적외선으로 변환된다. WISE J224607.57-052635.0은 우리 은하보다 작지만, 우리은하가 방출하는 에너지의 약 10,000배에 해당하는 에너지를 방출한다. 지구로부터 은하의 빛이동거리는 약 125억 광년이다. 은하는 광역 적외선 탐사선을 통해 발견되었다.

## 같이 보기
- 발광적외선은하
- SDSS J0100+2802, 극초발광 퀘이사